# Coucher de soleil avec arbres
Coucher de soleil avec arbres (en russe : Закат с деревьями) est un tableau du peintre russe Arkhip Kouïndji, réalisé entre 1876 et 1890. Il fait partie de la collection du Musée régional des beaux-arts de Rostov.
Ce coucher de soleil un peu triste est réalisé avec une peinture dense. Plusieurs œuvres de Kouïndji qui datent de cette époque présentent une vision du monde élégiaque semblable. La couleur pourpre dense est cernée de jaune clair et d'orange. Ces combinaisons de couleurs naturelles exceptionnelles correspondent à celles de la lumière du soleil au crépuscule. Kouïndji peut être considéré comme le peintre « solaire » le plus représentatif dans la peinture russe et ukrainienne après Ivan Aïvazovski.
Ivan Kramskoï a écrit à propos de Kouïndji : 

« En eux-mêmes, la lune, le soleil ne sont pas des sujets isolés de peinture ». « Mais, à propos des œuvres de Kouïndji, je peux dire qu'en regardant ces toiles je deviens meilleur, plus généreux, plus vigoureux. »